# Baltisch voetbalkampioenschap 1922/23
In 1922/23 werd het elfde voetbalkampioenschap gespeeld dat georganiseerd werd door de Baltische voetbalbond. VfB Königsberg nam wraak voor de vorige twee seizoenen en werd kampioen. 
De club nam deel aan de eindronde om de Duitse landstitel en verloor in de halve finale van Hamburger SV. 

## Deelnemers aan de eindronde
| Club                 | Gekwalificeerd als        |
| -------------------- | ------------------------- |
| VfB Königsberg       | Kampioen van Oost-Pruisen |
| Stettiner FC Titania | Kampioen van Pommeren     |
| Preußen Danzig       | Kampioen van Danzig       |

## Eindstand
| Plaats | Club                 | Wed. | W | G | V | Saldo | Ptn. |
| ------ | -------------------- | ---- | - | - | - | ----- | ---- |
| 1.     | VfB Königsberg       | 4    | 3 | 0 | 1 | 25:6  | 6:2  |
| 2.     | TuFC Preußen Danzig  | 4    | 2 | 0 | 2 | 4:8   | 4:4  |
| 3.     | Stettiner FC Titania | 4    | 1 | 0 | 3 | 5:9   | 2:6  |

|  | Kampioen |